# Рюкю (порода собак)
Рюкю (яп. 琉球犬 рю:кю:ину, рю:кю:кэн) — японская порода собак.
Является местной собакой региона Ямбару в северной части острова Окинава и острова Исигаки островной группы Яэяма в архипелаге Рюкю. Цепь примерно из ста островов к юго-западу от Кюсю часто именуют «Окинава», по названию префектуры.
Собака среднего размера, своим крайне свирепым видом внешне напоминает диких собак, однако на самом деле очень дружелюбная и преданная. Обладает сильным территориальным инстинктом, из-за чего плохо уживается с другими животными. В своё время использовалась для охоты на кабана, и теперь не утратила своих навыков.
Во время Второй мировой войны эта область сильно пострадала от боевых действий, что имело серьёзные последствия для различных форм живой природы и сказалось на популяции собак. Крайняя нехватка продовольствия в те годы вынуждала людей употреблять в пищу собак, в результате чего их количество резко сократилось. Во время американской оккупации вследствие скрещивания с западными породами почти все аборигенные собаки исчезли.
В начале 1980-х годов глубоко в субтропических лесах Ямбару была обнаружена группа одичавших собак, из которых были отобраны тридцать особей для тестирования. Его результаты показали чёткое различие между образцами крови этих собак и собак с главных островов Японии, а также собак европейских и американских пород. Их генетический состав и внешние признаки были сходными с породой хоккайдо.
Проведённые исследования привлекли большое внимание к уникальным для Окинавы собакам. Было основано Общество по сохранению рюкю-ину (яп. 琉球犬保存会 рю:кю:кэн ходзонкай) с целью пропаганды и защиты породы, с использованием группы собак, обнаруженных в качестве генетической основы. В ходе продуманного скрещивания удалось выработать и стабилизировать черты оригинальной рюкю-ину. Количество собак постепенно увеличивалось, а в 1995 году правительство префектуры Окинава объявило рюкю охраняемым видом. Существуют две линии этих собак, незначительно различающиеся телосложением и темпераментом, и имеющие названия по регионам происхождения — Ямбару и Яэяма. В начале XXI века в Японии было от 700 до 800 особей рюкю.
Жители Окинавы для характеристики собак используют слова тураа, окинавское произношение слова «тигр» (яп. 虎 тора), и ака-ин, от ака-ину, «рыжий пёс». Окрас шерсти рюкю в основном двух типов — тигрового (рыжий тигровый, чёрный тигровый и белый тигровый) и различных оттенков коричневого цвета. Даже тёмные собаки могут иметь различные вариации в окрасе. Всего же насчитывается десять категорий цвета для данной породы.